# Guillaume Drago
Pour les articles homonymes, voir Drago.
Guillaume Drago, né le 23 octobre 1960, est un professeur français  de droit public à l'université Panthéon-Assas Paris II. Il a notamment été directeur de l'Institut Cujas de 2001 à 2008.

## Biographie
Guillaume Drago est le fils de Roland Drago. 
Docteur en droit de l'université Paris II en 1989 après la soutenance d'une thèse intitulée L'Exécution des décisions du Conseil constitutionnel et agrégé de droit public en 1990, il a été doyen de la faculté de droit et de science politique de Rennes et conseiller technique chargé des relations avec les organisations professionnelles, auprès du ministre de l'Enseignement supérieur et de la Recherche François Fillon.
Spécialiste du contentieux constitutionnel français, il enseigne cette matière en master 1 mention Droit public. Il dirige au sein du master 2 Droit public approfondi dont il a été le directeur de 2009 à 2020, un séminaire de droit constitutionnel et un cours de contentieux constitutionnel. Il enseigne également dans le master 2 Justice et droit du procès et dans le master 2 Droit public de l'économie. Il  a dirigé le Centre d’études constitutionnelles et politiques de 2009 à 2018. 
Il est directeur de l'école doctorale de droit public Georges-Vedel de l'université Panthéon-Assas Paris II depuis 2016. 
De 2001 à 2008, il dirige l'Institut Cujas, fédération de recherche en droit public.
Le 16 mars 2013, il se prononce contre l'adoption de la loi ouvrant le mariage aux couples de même sexe, en ajoutant son nom au texte d'une lettre ouverte signée par 170 universitaires français, professeurs et maîtres de conférences en droit, et adressée aux membres du Sénat.
Par ordonnance souveraine du prince de Monaco du 6 août 2015, il est nommé membre suppléant du Tribunal suprême de Monaco. 
En 2018, il devient membre du conseil scientifique de l'Institut des sciences sociales, économiques et politiques (ISSEP), fondé par Marion Maréchal-Le Pen.

## Ouvrages
- Contentieux constitutionnel français, PUF, Thémis, 5ème édition, 2020.
- La légitimité de la jurisprudence du Conseil constitutionnel, (collab.), économica, 1999.
- La liberté de l'enseignement et de la recherche, sous la direction d'A. Weber, Kluwer, 2002.
- Les libertés économiques (dir. en collab. avec Martine Lombard), éd. Panthéon-Assas, 2003.
- L'application de la Constitution par les Cours suprêmes - Conseil Constitutionnel, Conseil d'État, Cour de Cassation (dir. Guillaume Drago), éd Dalloz, 2007.
- Dictionnaire des droits fondamentaux, (dir. avec D. Chagnollaud), Dalloz, 2010.
- La liberté d'entreprendre, Revue Commentaire, 2015.
- L'accès au juge de cassation (dir. en collab. avec Bénédicte Fauvarque-Cosson et Marie Goré), Société de législation comparée, 2015.
- France et Saint-Siège. Accords diplomatiques en vigueur, Cerf, 2017 (en collaboration avec Emmanuel Tawil)